# Petite Têche
Pour les articles homonymes, voir Têche (homonymie).
La Petite Têche ou ruisseau de Maupas est une rivière française du département Allier de la région Auvergne-Rhône-Alpes et un affluent droit de la Besbre, c'est-à-dire un sous-affluent de la Loire.

## Géographie
De 12 kilomètres de longueur,
la Petite Têche prend sa source sur la commune de Loddes à 495 mètres d'altitude, à l'ouest du Mont Saint-Joseph (532 m).
Il coule globalement de l'est vers l'ouest,.
Elle conflue sur la commune de Lapalisse, à 279 mètres d'altitude, entre les lieux-dits Blénière et le Moulin Marin.

## Communes et cantons traversés
Dans le seul département de l'Allier, la Petite Têche traverse cinq communes et ddd cantons :
- dans le sens amont vers aval : (source) Loddes, Andelaroche, Droiturier, Barrais-Bussolles, Lapalisse, (confluence).

Soit en termes de cantons, la Petite Têche prend source dans le canton du Donjon, traverse et conflue dans le canton de Lapalisse.

## Affluents
La Petite Têche a deux affluents référencés :
- le ruisseau des Tixiers (rd), 2,2 km, sur la seule commune de Barrais-Bussolles.
- le Gerban (rd), 5,6 km, sur les deux communes de Lapalisse, Barrais-Bussolles.

## Hydrologie
La Petite traverse une seule zone hydrographique La Bebre du Barbenan (NC) au K153980 (K153) est de 454 km2. Le rang de Strahler est de deux.

## Écologie et tourisme
On trouve de nombreuses espèces dans le bassin versant de la Besbre.